# Wolfgang Maier (Autogrammsammler)
Wolfgang Maier (* 27. Juli 1952 in München) ist ein deutscher Autogrammsammler und Komparse.

## Leben und Wirken
Wolfgang Maier wuchs in einem Kinderheim auf, begann eine Lehre als Spengler. und ist gelernter Kfz-Mechaniker. In seiner Freizeit sammelte er zunächst Briefmarken. 1974 erhielt er durch Zufall eine Statistenrolle als Polizist. Weitere Rollen folgten, die ihm Kontakte zu Filmemachern und Darstellern ermöglichten. Er begann mit dem Sammeln von Künstlerfotos und Autogrammen. Dabei ist es sein Ziel, nach Möglichkeit ein gemeinsames Foto mit den Künstlern zu erhalten.
Meier trat in über 800 Filmen als Komparse auf und sammelte über 140.000 Autogramme und Fotos, die er in über 500 Alben aufbewahrt (Stand 2014).
2007 wurde ein Teil seiner Sammlung in der Ausstellung Herr Maier und die Stars im Filmmuseum München anlässlich des Filmfests München gezeigt.
Wolfgang Maier ist verheiratet und hat drei Kinder.

## Trivia
Manfred Krug und Walter Sedlmayr lehnten es ab, sich mit ihm fotografieren zu lassen.
Willy Harlander soll zu ihm gesagt haben „Hör’ nicht auf mit deiner Sammlung, das wäre eine Schande.“

## Medien
Film und Fernsehen:
- Der König der Statisten, Dokumentarfilm von Michael Schwarz, Bavaria, 2008 (19 Minuten)[6]
- Der Sammler der Stars, RTL, in der Reihe Faszination Leben, 27. Februar 2011 (15 Minuten)[7]
- Autogrammjäger Wolfgang Maier aus München in der Sendung Zwischen Spessart und Karwendel, Bayerisches Fernsehen, 15. März 2014 (13 Minuten)[8]
- Der erfolgreichste Selfie-Jäger Deutschlands in der Sendung Galileo, Pro7, 1. September 2018 (8:27 Minuten)[9]

Bücher:
- Herr Maier und die Stars. Hrsg. Bernhard Springer, Fotos Wolfgang Maier. True Lines, München 2007, ISBN 978-3-00-021691-6. 3. Auflage: icon, München 2024, ISBN 978-3-68919-004-0.
- Herr Maier – Erfinder des Selfies. Hrsg. Bernhard Springer, Fotos Wolfgang Maier. Icon, München 2017, ISBN 978-3-928804-76-9.